# Andrea Fabra Fernández
Andrea Fabra Fernández (Castelló de la Plana, 1973) és una política valenciana, filla de Carlos Fabra Carreras, cap provincial del Partit Popular, i casada amb Juan José Güemes. Llicenciada en dret, ha fet un Programa Lideratge per a la Gestió Pública a l'IESE. Ha estat Assessora Parlamentària del Secretari d'Estat d'Hisenda (1997-1999) i gerenta de Relacions Institucionals Internacionals a Telefònica S.A. Militant del PP des de 1991, ha estat senadora designada per la comunitat autònoma el 2004-2008 i diputada per la província de Castelló a les eleccions generals espanyoles de 2008 i 2011.

## Polèmica
L'11 de juliol de 2012 va protagonitzar una polèmica estesa per les xarxes socials durant la sessió plenària del Congrés dels Diputats. Després que el president del govern, Mariano Rajoy, anunciés una retallada econòmica a les persones que perceben la prestació de l'atur, Andrea Fabra va cridar «¡Que se jodan!» («Que es fotin!», en català).